# Alexandra Ledermann 6 : L'École des champions
Alexandra Ledermann 6 : L'École des champions est un jeu vidéo d'équitation, appartenant à la série Alexandra Ledermann, développé par Lexis Numérique et édité par Ubisoft, commercialisé le 25 octobre 2005 sur Microsoft Windows (PC).

## Système de jeu

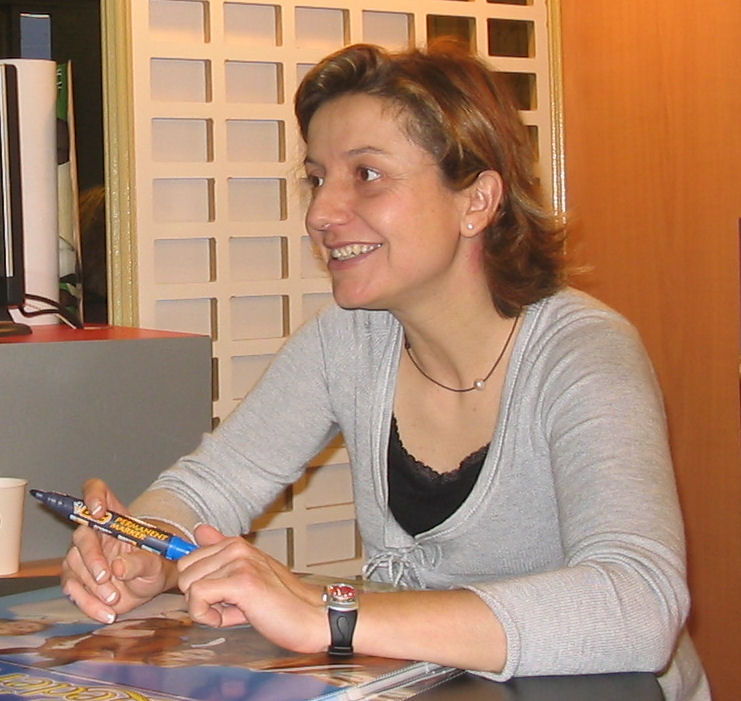
Alexandra Ledermann, protagoniste du jeu.

Dans le jeu, le joueur prend contrôle d'une jeune cavalière prometteuse du nom de Jade. Celle-ci vient d'intégrer une académie d'équitation, l'académie des Sycomores située en Écosse. L'héroïne rencontrera ses camarades, Esteban, Ginger, Spike et Kiew, qui seront à ses côtés tout au long de l'aventure. Mais très vite, Jade se rend compte que quelqu'un lui en veut, et va essayer l'éliminer de la compétition.
Il y a eu un énorme changement avec le cinquième tome, maintenant il n'y a plus de jeu libre (en mode aventure), il s'agit d'une académie de haut niveau, vous avez un calendrier du lundi au vendredi avec quatre cases par jour, le joueur peut le remplir comme bon lui semble mais reçoit, à chaque fin de semaine, un bulletin et si les notes ne sont pas assez bonnes : pas de compétition, et le joueur devra recommencer une nouvelle semaine pour avoir le niveau suffisant (qui augmente au fur et à mesure de la progression du jeu). Lors de la balade, il n'y a pas jauge d'énergie et le joueur peut prendre des photos. Il y a ensuite une grande nouveauté, le dialogue ; une discipline qui consistera à observer le cheval, et à répondre à ses besoins (que le joueur aura appris en allant à la bibliothèque). Dans ce jeu, le joueur aura l'occasion de voyager en Écosse, aux États-Unis, ainsi qu'au Maroc. Alexandra Ledermann est elle-même reconstituée dans le jeu, et elle prête également sa voix, enregistrée pour son personnage.
En guise de clin d'œil aux précédents jeux, l'un des personnages mentionne la situation dans laquelle se trouve Melle De Chardigny dans le tome 5, lorsque M. Dansoy essaie de récupérer les terres du haras en provoquant des incidents.